# Luis C. Contreras
Luis C. Contreras – chilijski zoolog. Profesor Wydziału Biologii, Universidad de La Serena w Chile, specjalista od małych ssaków. Wiele prac poświęcił gryzoniom. Związany także z Departamento de Ciencas Ecologica, Faculdad de Ciencas Basicas y Farmaceuticas Universidad de Chile

## Publikacje
- Charles A. Woods, Luis C. Contreras, Gale Willner-Chapman, Howard P. Whidden. Myocastor coypus. „Mammalian Species”. 398, s. 1-8, 5 czerwca 1992. American Society of Mammologists. [zarchiwizowane z adresu].
- Juan C. Torres-Mura, Luis C. Contreras, Angel E. Spotorno: South American Octodonid and Abraocomid rodents”. Journal of Mammalogy – American Society of Mammalogists, 1994. Brak numerów stron w książce
- Luis C. Contreras: Bioenergetics and distribution of fossorial Spalacopus cyanus (Rodentia); thermal stress, Or cost of burrowing. Physiological Zoology, 1987. Brak numerów stron w książce
- Peter L. Meserve, John A. Yunger, Julio R. Gutiérrez, Luis C. Contreras, W. Bryan Milstead, Brian K. Lang, Kenneth L. Cramer, Sergio Herrera, Victor O. Lagos, Sergio I. Silva, Elier L. Tabilo: Heterogeneous Responses of Small Mammals to an El Niño Southern Oscillation Event in Northcentral Semiarid Chile and the Importance of Ecological Scale. Journal of Mammalogy, Vol. 76, No. 2., 1995. Brak numerów stron w książce
- Peter L. Meserve, Julio R. Gutiérrez, John A. Yunger, Luis C. Contreras, Fabián M. Jaksic: Role of Biotic Interactions in a Small Mammal Assemblage in Semiarid Chile. Ecology, Vol. 77, No. 1., 1996. Brak numerów stron w książce
- Juan C. Torres-Mura, Luis C. Contreras: Mamalian species "Spalacopus cyanus". American Society of Mammologists, 1998. Brak numerów stron w książce